# Логор Молат
Концентрациони логор Молат успостављен је од стране италијанских фашистичких власти у Далмацији 28. јуна 1942. године на острву Молату. За време његовог постојања, од дана оснивања до капитулације Италије 8. септембра 1943, у логор су у својству талаца били интернирани чланови породица партизанских бораца и други фашистичким властима сумњиви и неподобни грађани Далмације. Логор је имао 12 барака у којима је у врло лошим условима било смештено и по 2.500 интернираца. Према истраживању Удруге логораша антифашиста италијанског концентрационог логора Молат, кроз логор је укупно прошло око 20.000 талаца, а њих око 1.000 је стрељано или је умрло од глади.